# CBS 이브닝뉴스
CBS 이브닝 뉴스(CBS Evening News)는 미국 텔레비전 방송국 CBS의 대표적인 야간 TV 뉴스 프로그램이다. CBS는 이 프로그램을 1948년부터 방영하였으며 CBS 이브닝 뉴스라는 제목을 1963년부터 사용하여왔다.
CBS 이브닝 뉴스는 현재 존 디커슨와 모리스 듀보이스 2명 앵커 체계 주중에서 앵커로 활동 중이다. 워싱턴 D.C의 CBS 방송 센터에서 방송한다.

## 역대 평일 진행자
- 1948년 ~ 1962년 : 더글러스 에드워드(Douglas Edwards)
- 1962년 ~ 1981년 : 월터 크롱카이트(Walter Cronkite)
- 1981년 ~ 2005년 : 댄 래더 (Dan Rather) - 역대 최장
  - 1993년 ~ 1995년 : 커니 청(Connie Chung)[2]
- 2005년 ~ 2006년 : 밥 쉬퍼(Bob Schieffer)
- 2006년 ~ 2011년 : 케이티 쿠릭(Katie Couric)
- 2011년 ~ 2017년 : 스콧 펠리(Scott Pelley)
- 2017년 ~ 2019년 : 제프 글로어(Jeff Glor)
- 2019년 ~ 2025년 : 노라 오도넬(Norah O'Donnell)
- 2025년 ~ : 존 디커슨(John Dickerson) & 모리스 듀보이스(Maurice DuBois) + 앵커 체제